# 박경범
박경범(朴京範; 1959년 9월 12일 ~ )은 대한민국의 작가, 소설가이자 평론가이다.

## 특징
박경범은 「천년女皇」, 「은하천사의 7일간의 사랑」, 「대장藝魔」, 「잃어버린 세대」, 「베오울프와 괴물 그렌델」, 시집 「채팅실 로미오와 줄리엣」 등이 초기의 대표작이다. 근래의 작품으로는 「마지막 공주」, 「꽃잎처럼 떨어지다」 그리고 수필집 「생애를 넘는 경험에서 지혜를 구하다」등이 있으며 <한국논단>,<月刊朝鮮>등의 잡지에 실린 단편 다수가 전자책으로 있다. 2015년부터 스포츠일간지 <스포츠월드>에 소설 「사랑은 언제까지나」를 연재하여 2016년 2월 단행본 「꿈꾸는 여인의 영혼여정 — 사랑은 언제까지나」를 출간했다. 2018년 12월에 지난 2005~2011년 동안 중국을 오가며 얻은 우리 고대사에 對한 새로운 관점에서 집필한 소설 「환웅천왕의 나라」를 출간했다. 2019년 「신미대사와 훈민정음창제」와 「탄생 그리고 위기의 한글」을 출간했다.
유튜브에서 영성계발을 위한 개인방송 「현대심령학에 따른 생활철학」 ( https://www.youtube.com/channel/UCk2LlLFjW5iKWkcaaXy_h7g/ )을 진행하고 있다. 

## 약력
박경범은 1959년 9월 12일 한국(남한)의 서울 아현동에서 5남 1녀 중 제4남으로 출생했다. 상업에 종사하는 부친과 모친 슬하에서 유년기를 보냈다. 서울대 전산통계학과를 졸업한 그는 대기업과 벤처회사에서 연구원으로 재직하였다. 1995년, 한 온라인 통신회사가 주최한 SF소설공모에서 「외계인 X」로 대상을 받고 작가 데뷔를 하였다. 
한 때 정치논객으로도 활약하였으며 각종 언론에 등장하여 활자의 세로쓰기와 한자병용을 주장하였다.